# ピチットFC
ピチット・フットボールクラブ（タイ語: พิจิตร เอฟซี, 英語: Phichit Football Club）は、タイ王国のピチット県をホームタウンとするサッカークラブ。2009年創設。クラブエンブレムにはピチット地方の民話「クライトーン」に登場するワニ「チャラワン」（Chalawan）がデザインされている。

## 歴史
2010年、リージョナルリーグ・ディヴィジョン2の北部地域リーグ3位になり、チャンピオンズリーグに進出したが、グループAの5位に終わった。翌年もチャンピオンズリーグに進出したが、再びグループAの5位に終わり、タイ・ディヴィジョン1リーグ昇格を逃した。
2014年、チャンピオンズリーグ・グループAの2位になり、ディヴィジョン1リーグ昇格を決めた。ディヴィジョン2リーグの3位決定戦ではグループBで2位のスコータイFCに2戦合計4-5で敗れた。

## タイトル
- なし

## 過去の成績
| シーズン | ディビジョン         | 順位 | FAカップ |
| -------- | -------------------- | ---- | -------- |
| 2009     | ディヴィジョン2 北部 | 2位  |          |
| 2010     | ディヴィジョン2 北部 | 3位  |          |
| 2011     | ディヴィジョン2 北部 | 3位  |          |
| 2012     | ディヴィジョン2 北部 | 8位  |          |
| 2013     | ディヴィジョン2 北部 | 4位  |          |
| 2014     | ディヴィジョン2 北部 | 2位  |          |
| 2015     | ディヴィジョン1      |      |          |

## 歴代所属選手
- 一柳夢吾 2015